# Acnephalum platygaster
Acnephalum platygaster là một loài ruồi trong họ Asilidae. Acnephalum platygaster được Loew miêu tả năm 1858. Loài này phân bố ở vùng nhiệt đới châu Phi.